# Camponotus conulus
Camponotus conulus é uma espécie de inseto do gênero Camponotus, pertencente à família Formicidae.